# Arad, Israel
Arad, Israel (tiếng Hebrew: עֲרָד (audio)ⓘ; tiếng Ả Rập: عِرَادَ) là một thành phố Israel. Thành phố thuộc quận Nam. Thành phố có diện tích 93,140 km2, dân số năm 2009 là 23.400 người. Arad nằm trên biên giới của các sa mạc Negev và Judean, 25 km (15,5 dặm) về phía tây của Biển Chết và 45 km (28,0 dặm) về phía đông của thành phố Beersheba. Thành phố này có thành phần dân cư đa dạng bao gồm cả người Do Thái Ashkenazi và Sephardi, thế tục và tôn giáo, Bedouin và người Do Thái đen, cũng như nguồn gốc sinh ra tại Israel và người mới nhập cư. Thành phố này là nổi bật với không khí khô sạch, và phục vụ như một điểm thu hút lớn đối với bệnh nhân hen trên toàn thế giới.
Mặc dù nỗ lực định cư tại khu vực đã được thực hiện từ năm 1921, thành phố chỉ được thành lập trong tháng 11 năm 1962 như một trong hai thị trấn phát triển cuối cùng được thành lập, và là thành phố quy hoạch đầu tiên ở Israel. Dân số của Arad tăng lên đáng kể với Aliyah từ Cộng đồng các quốc gia độc lập vào những năm 1990, và đạt đỉnh điểm vào năm 2002 tại 24.500 cư dân. Thành phố đã chứng kiến một sự suy giảm dân số hơn bao giờ hết.
Là thành phố lớn thứ hai ở Israel diện tích, Arad có chứa một số khu vực và cơ sở nơi công cộng, chẳng hạn như những tàn tích Tel Arad, công viên Arad, sân bay phục vụ các chuyến bay nội địa, và vòng đua hợp pháp đầu tiên của Israel. Nó cũng nổi tiếng với lễ hội âm nhạc hàng năm của nó, là một trong những sự kiện âm nhạc hàng năm phổ biến nhất trong nước cho đến năm 1995.